# Auth Csilla
Auth Csilla (Budapest, 1972. április 28. –) EMeRTon-díjas magyar énekesnő. Legismertebb feldolgozása az 1998-as Féltelek című duett, amelyet a Bon-Bon együttes egyik tagjával, Szolnoki Péterrel adott elő. A dalt eredetileg a Color együttes vitte sikerre.

## Élete
Édesanyja dr. Balázs Boglárka, gégész orvos, énekesnő. Édesapja Auth Ede, zongorista, zeneszerző. Csilla 9 évig tanult zongorázni, 1990-ben kezdett el énekelni Toldy Mária musical stúdiójában majd Gergely Róbert első lemezén vokálozott. Hosszú évekig dolgozott a Calypso Rádióban mint zenei szerkesztő. 1990-1998 között több hazai énekes köztük, Charlie, Zorán, Ákos lemezén háttérénekelt. 1992-ben elnyerte Az év felfedezettje eMeRTon-díjat majd 2 évvel később az egri táncdalfesztiválon A legjobb előadónak járó díjat kapta meg. 1998. március 18-án megjelent 1. szólóalbuma Egy elfelejtett szó címmel. 1998-1999 között rajzfilmhősöknek kölcsönözte hangját: Kayleigh (Bűvös kard), Mirjam (Egyiptom hercege), Mulan, Simba (Oroszlánkirály 2) 2000. április 22-én megjelent 2. szólóalbuma Minden rendben címmel, ugyanebben az évben elnyerte Az év énekese eMeRTon-díjat. 2001. február 22-én vette át az 1. albumból eladott 25 000 példány után járó aranylemezt. 2003 tavaszán jelent meg 3. nagylemeze, A szerelem az esetem, amelynek az első kislemeze, az Érzés című Edda-dal feldolgozás.

## Díjak
- EMeRTon-díj (1992, 2000)

## Szólólemezek
| Év   | Album                                    | Legmagasabb helyezés                   | Minősítés    |
| Év   | Album                                    | MAHASZ Top 40 album- és válogatáslemez | Minősítés    |
| ---- | ---------------------------------------- | -------------------------------------- | ------------ |
| 1998 | Egy elfelejtett szó - Megjelenés: 1998.  | 19                                     | - Aranylemez |
| 2000 | Minden rendben - Megjelenés: 2000.       | 7                                      |              |
| 2003 | A szerelem az esetem - Megjelenés: 2003. | 24                                     |              |
| 2009 | Nekem így... - Megjelenés: 2009.         | -                                      |              |

## Színházi szerep
A Színházi adattárban regisztrált bemutatóinak száma: 1.
| Darab   | Szerep       | Színház             | Bemutató         | Forrás |
| ------- | ------------ | ------------------- | ---------------- | ------ |
| Cabaret | Sally Bowles | Ruttkai Éva Színház | 2002. január 15. | [ 2 ]  |

## Szinkronszerepe
- Volt egyszer egy stúdió: Mulan - Lea Salonga